# Tiwai
Tiwai è un'isola fluviale che sorge al centro del fiume Moa, nel sud-est della Sierra Leone. Il suo nome significa «grande isola» nella lingua dei Mende. Insieme al parco nazionale di Outamba-Kilimi e al parco nazionale della foresta pluviale di Gola, il santuario faunistico di Tiwai è una delle aree protette e delle attrazioni turistiche più famose del paese.
Tiwai figura nella lista dei siti candidati a divenire patrimonio dell'umanità. Presenta una delle più alte densità di primati al mondo, appartenenti a ben 11 specie diverse.
Il 2 ottobre 2015 una tromba d'aria si è abbattuta sull'isola, distruggendo gran parte delle infrastrutture e della copertura forestale.

## Il parco

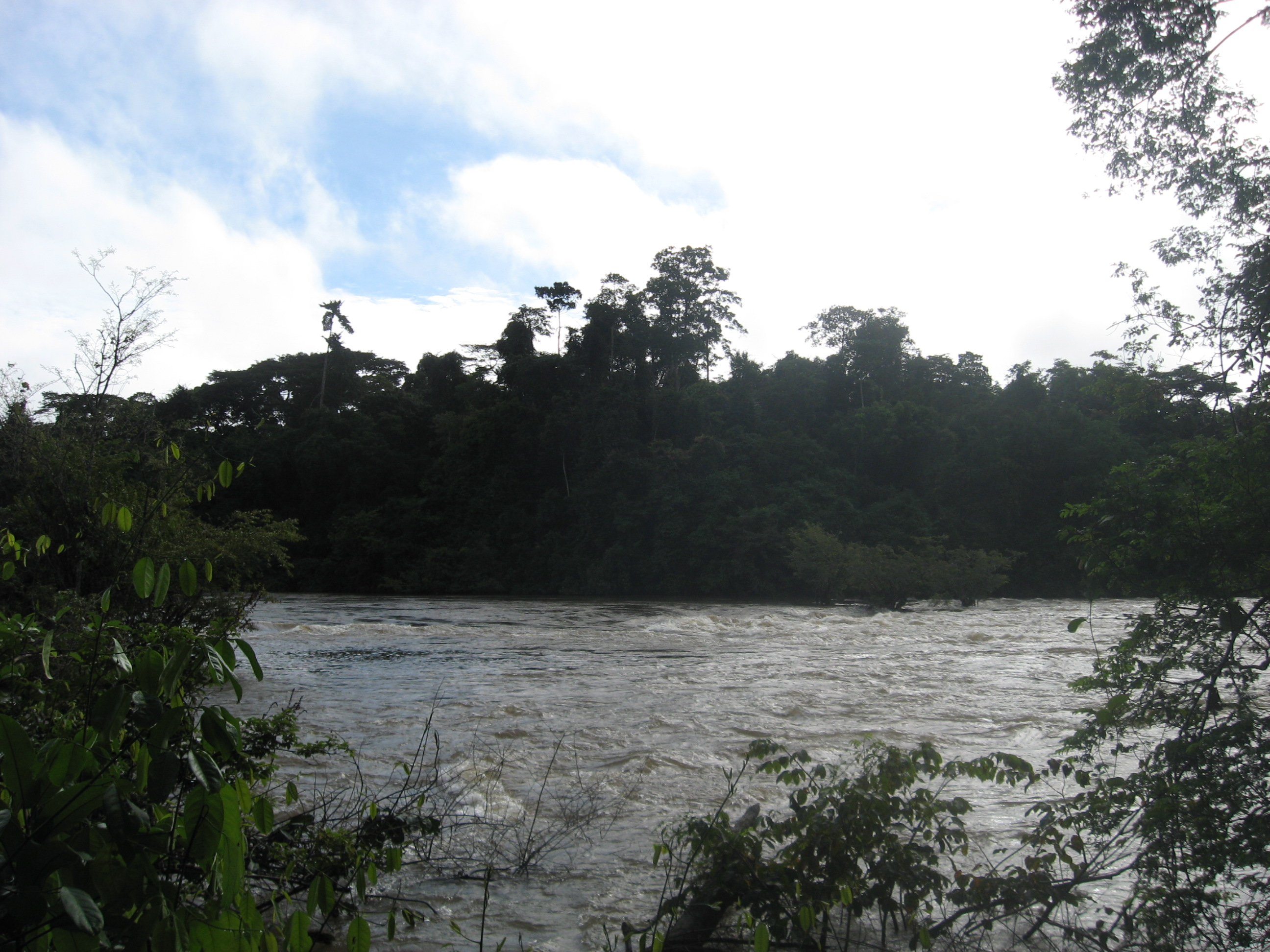
Veduta di Tiwai

### Storia
Il santuario naturale è l'unico della Sierra Leone ad essere gestito e sostenuto localmente dalla Environmental Foundation for Africa.
Alla fine del XIX secolo, la regina Nyarroh, sovrana dei Barri, innamorata del capo di Koya, donò a quest'ultimo metà dell'isola, erigendola a santuario. Tuttavia, il santuario naturale vero e proprio venne istituito solo negli anni '80.

### Accesso
Il parco è raggiungibile in fuoristrada passando per la città di Bo. 

### Alloggi e strutture
Ci sono campeggi situati in vari punti dell'isola, ma sono molto spartani. Non vengono fornite lenzuola, né altri tipi di biancheria. L'acqua è disponibile, ma non è potabile. È possibile fare acquisti in un villaggio posto a un chilometro di distanza. Nell'alloggio vengono preparati cibi locali.
Il Centro Visitatori dispone di un piccolo negozio di souvenir e di una mappa costantemente aggiornata dei recenti avvistamenti di animali rari.

### Attività
- All'estremità settentrionale dell'isola si trova una piccola spiaggia di sabbia fine ed è possibile nuotare nel fiume, facendo però attenzione a coccodrilli e ippopotami.
- Presso il Centro Visitatori si possono effettuare gite in barca sul fiume Moa.
- Le escursioni guidate sono la principale attività turistica a Tiwai: sono disponibili più di 50 chilometri di sentieri.

## Fauna e flora
Nel santuario vivono più di 135 specie di uccelli, comprese otto specie di buceri. Le undici specie di primati fanno dell'isola uno dei luoghi più importanti del pianeta per la loro conservazione. Gli scimpanzé che vivono qui sono molto intelligenti e fanno uso di un'ampia varietà di strumenti. Sono presenti anche i rarissimi ippopotami pigmei.
Sull'isola sono state registrate più di 700 specie di piante.